# Гарсия, Хуан Мануэль (аргентинский футболист)
Хуан Мануэ́ль Гарси́я (исп. Juan Manuel García; род. 14 ноября 1992, Тандиль, Буэнос-Айрес) — аргентинский футболист, нападающий греческого клуба «Волос».

## Клубная карьера
Гарсия — воспитанник клубов «Химнасия» (Ла-Плата), «Индепендьенте», «Сантамарина» и «Банфилд». В 2013 году он был арендован клубом второй дивизиона Аргентины «Браун». 1 сентября 2013 года в матче против «Дуглас Хейг» он дебютировал в Примере B Насьональ. Четыре матча спустя, Гарсия забил свой первый гол в карьере против Унион (Санта-Фе). 2 апреля 2014 года оформил дубль в матче Кубка Аргентины против Вилла Куба. По итогам сезона 2013/2014 Браун покинул второй дивизион — а «Банфилд» завоевал повышение в Примеру. В течение двух следующих сезонов, Хуан Гарсия оставался в Примере B Метрополитана.
В 2014 году он отличился 1 голом за 18 матчей, в 2015 — 11 голов в 37 матчах. В 2015 году он забил свой последний гол в составе клуба против команды «Депортиво Морон». В январе 2016 года, Гарсия на правах аренды присоединился к клубу Сан-Мартин (Сан-Хуан), однако через полгода вернулся обратно в «Банфилд», сыграв лишь в кубковом матче против «Институто». В июле 2016 года он снова был арендован «Брауном».
31 июля 2017 года вернулся в расположение «Банфилда» и позже был отдан в аренду «Феррокарриль Оэсте». В своём восьмом матче за клуб он отличился дебютным голом. В июле 2018 года забил в дебютном матче высшей лиги против «Химнасия (Ла-Плата)». За два сезона, включая повышение в Примеру 2018/2019, нападающий забил 10 голов в 30 матчах во всех турнирах. В августа 2020 года на полноценной основе стал игроком «Унион (Санта-Фе)». 

## Достижения
«Браун»
- Победитель Примеры B Метрополитана: 2015